# Villamediana de Iregua
Villamediana de Iregua este un municipiu în sudul La Rioja, în Spania. Are o populație de 5 535 locuitori și suprafață de 20,42 km².